# Motive Studios
Motive Studios é um estúdio canadense de desenvolvimento de videogames, de propriedade e operado pela Electronic Arts. Fundado em julho de 2015 por Jade Raymond, uma ex-executiva da Ubisoft e diretora da franquia Assassin's Creed, a Motive Studios foi criada para se especializar em jogos de ação e aventura, além de criar novas propriedades intelectuais. Seu primeiro projeto anunciado foi trabalhar com a Visceral Games, baseada em Redwood Shores, em um próximo videogame de Star Wars chamado pelo codename de Project Ragtag, que foi cancelado em 2017.

## Jogos
| Título                   | Ano de lançamento | Plataforma(s)                              | Observações                                  |
| ------------------------ | ----------------- | ------------------------------------------ | -------------------------------------------- |
| Star Wars Battlefront II | 2017              | Microsoft Windows, PlayStation 4, Xbox One | Desenvolvimento conjunto com DICE            |
| Project Ragtag           | Cancelado         | Microsoft Windows, PlayStation 4, Xbox One | Desenvolvimento conjunto com Visceral Games  |
| Star Wars: Squadrons     | 2020              | Microsoft Windows, PlayStation 4, Xbox One | Co-desenvolvido pela LucasArts Entertainment |